# Njinga Rainha de Angola
Njinga Rainha de Angola (portugiesisch für: Njinga, Königin von Angola) ist ein angolanisch-portugiesisches Filmdrama des Regisseurs Sérgio Graciano aus dem Jahr 2013. Das Biopic beschäftigt sich mit der historischen Figur Nzinga von Ndongo und Matamba (1583–1663), die als Königin von Ndongo und Matamba für ihren Widerstand gegen die portugiesischen Kolonialherren eine bis heute verehrte Figur der Geschichte Angolas ist.
Der Film wurde auch als fünfteilige Miniserie im Fernsehen ausgestrahlt.

## Handlung
Nach dem Tod ihres Vaters, König Kilwanji, im Jahr 1617 entbrennt ein Machtkampf um dessen Nachfolge, und der ehrgeizige und skrupellose Mbandi lässt alle möglichen Thronanwärter töten. Kilwanjis Tochter Njinga gelingt jedoch die Flucht auf die Quindonga-Inseln. Das Ndongo-Reich erlebt danach einen Niedergang. Als die Portugiesen unter Gouverneur Luis Mendez de Vasconcellos eine Festung nahe des Königshofes errichten, kommt es 1618 zur Schlacht von Mbaka. Mbandi unterliegt und kann sich auf die Inseln retten, wo er Njinga um Hilfe bittet.
1622 geht sie nach Luanda, wo sie auf den wohlmeinenden portugiesischen Gouverneur João Correia de Sousa trifft. Es entwickelt sich eine respektvolle gegenseitige Atmosphäre, und Njinga lebt eine Zeit in Luanda, wo sie sich später auch taufen lässt.
Zurück am Königshof respektiert der besessene Mbandi jedoch nicht die Übereinkünfte, die Njinga mit den Portugiesen traf, und greift die Europäer an. Ndongo unterliegt und Mbandi stirbt schließlich, so dass nun Njinga die Nachfolge antritt, unter großer Zustimmung in Ndongo. Im weiteren Verlauf verliebt sie sich in Jaga KasaCangol, den ehemaligen Militärführer Mbandis, der aber auch vertrauter Ziehvater ihres Sohnes Kalu ist. Unter ihrer gemeinsamen Führung erstarkt Ndongo wieder und erlebt eine Phase des erneuten Aufstiegs. Als jedoch Kalu stirbt, gibt KasaCangol ihr die Schuld und verlässt sie.
1624 unternimmt Njinga einen erneuten Versuch, sich den Portugiesen anzunähern. Sie will den Rückzug der Portugiesen aus Mbaka erreichen, jedoch verlangt der neue Gouverneur Fernão de Sousa dafür, dass sie keine entlaufenen Sklaven mehr aufnimmt und die bisher aufgenommen ausliefert. Die Verhandlungen kommen zu keinem Ergebnis, und der Gouverneur ernennt eigenmächtig einen neuen König für Ndongo, den lokalen Soba Ngola-a-Ari. Es entbrennt eine Phase ständiger Konflikte zwischen allen Parteien, und Njinga wird immer stärker auf ihre Rückzungsinsel zurückgeworfen. Als sie ihren engen Vertrauten Njali zusammen mit ihren Schwestern zu Verhandlungen nach Luanda schickt, erhält sie statt einem Verhandlungsergebnis lediglich seinen abgetrennten Kopf zurück, während ihre Schwestern in Luanda gefangen gehalten und getauft werden.
Daraufhin tut sie sich mit dem rücksichtslosen Jaga Kassanje und seinen Kämpfern zusammen. Zusammen erobern sie das benachbarte Königreich Matamba. Ihre Schwester Kambo kann derweil aus Luanda befreit werden, während ihre Schwester Kifunji dort verbleiben muss, jedoch als Spionin Königin Njinga mit Informationen von dort versorgen kann.
Es folgt ein Jahrzehnt der wechselnden Bündnisse zwischen Portugiesen, den hier neu aufgetretenen Holländern und den rivalisierenden Gruppen in Ndongo und Matamba. Kambo wird erneut Gefangene der Portugiesen, die ihre Schwester Kifunji töten, nachdem sie sie als Spionin entlarven. Nach dem Rückzug der Holländer aus Angola 1648 beginnt erneut eine diplomatischere Phase zwischen Ndongo und den Portugiesen.
1655, im Alter von 73 Jahren, schreibt Njinga dem neuen Gouverneur in Luanda, Luís Martins Chichorro. Sie erreicht schließlich einen Friedensvertrag. Die Portugiesen erkennen Njinga uneingeschränkt als Königin von Ndongo und Matamba an, und ihre Schwester Kambo kehrt zu ihr zurück. Nach 40 Jahren Kampf hat Njinga damit den Frieden mit den Portugiesen erreicht und die Existenz ihres eigenständigen Königreichs vorerst gesichert.

## Produktion und Rezeption

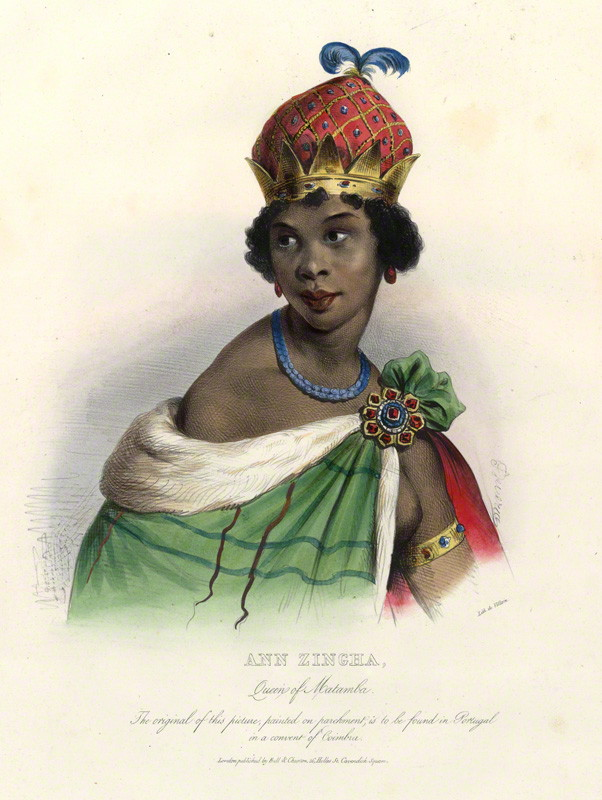
Königin Nzinga von Ndongo und Matamba, historische Vorlage für Njinga Rainha de Angola

Der Film wurde von der angolanischen Filmproduktionsgesellschaft Semba Comunicação produziert, in Kooperation mit Akteuren des portugiesischen Films. Gedreht wurde in Angola, im Kissama-Nationalpark, mit einem überwiegend angolanischen Schauspielensemble und mit einem gemischt angolanisch-portugiesischen Filmteam unter Leitung des portugiesischen Regisseurs Sérgio Graciano, der bereits 2012 die erfolgreiche Telenovela Windeck für den staatlichen angolanischen Fernsehsender TPA drehte. Das Drehbuch schrieben Isilda Hurst und Joana Jorge, unter Beratung mehrerer Historiker.
Neben der Filmmusik des portugiesischen Filmkomponisten Rodrigo Leão ist im Film das Lied Rainha Njinga des bekannten Kizomba-Musikers Matias Damásio zu hören.
Der Film feierte seine Premiere am 8. November 2013 im Kongresszentrum Centro de Convenções de Belas im Stadtteil Belas der angolanischen Hauptstadt Luanda. In Brasilien kam er am 12. März 2014 in die Kinos, in Portugal am 10. Juli 2014, nach einer Vorpremiere im Cinema São Jorge am 6. Juli 2014.
Er lief danach auch auf einer Reihe internationaler Filmfestivals, darunter das Montreal World Film Festival, das Los Angeles Pan African Film Festival, das Queens World Film Festival oder das San Diego Black Film Festival. Er war für zahlreiche Filmpreise nominiert und wurde bei den African Movie Academy Awards und den indonesischen International Movie Awards auch ausgezeichnet.
Njinga Rainha de Angola erschien 2014 in Portugal als DVD, bei NOS Audiovisuais.

## Fernsehserie
Der Film wurde auch zu einer Miniserie in fünf Episoden umgeschnitten. Am 27. Dezember 2014 lief die Serie erstmals im Fernsehen, im Abendprogramm des staatlichen angolanischen Senders TPA. Danach wurde die Serie auch in Portugal und anderen Ländern gezeigt.